# Dielach (Gemeinde Weitensfeld im Gurktal)
Dielach ist eine Ortschaft in der Gemeinde Weitensfeld im Gurktal im Bezirk St. Veit an der Glan in Kärnten. Die Ortschaft hat 2 Einwohner (Stand 1. Jänner 2024).

## Lage
Dielach liegt hoch an den linksseitigen Hängen des Gurktals im Nordosten der Gemeinde Weitensfeld, etwa 5 km nördlich von Zweinitz, nur gut 1 km südlich der Wasserscheide zum Metnitztal, in der Katastralgemeinde Zweinitz. Es besteht aus der Dielacher Hube (Nr. 1 und Nr. 5).

## Geschichte
Ab Gründung der Ortsgemeinden Mitte des 19. Jahrhunderts gehörte Dielach zur Gemeinde Gurk. 1871 trat die Gemeinde Gurk die Katastralgemeinden Thurnberg und Zweinitz an die Gemeinde Weitensfeld ab, somit gehörte Dielach dann zur Gemeinde Weitensfeld. Bei der Kärntner Gemeindestrukturreform von 1973 kam der Ort an die damals neu errichtete Gemeinde Weitensfeld-Flattnitz, seit deren Auflösung 1991 wieder zur Gemeinde Weitensfeld im Gurktal.

## Bevölkerungsentwicklung
Für die Ortschaft ermittelte man folgende Einwohnerzahlen:
- 1869: 5 Häuser, 27 Einwohner[2]
- 1880: 3 Häuser, 22 Einwohner[3]
- 1890: 3 Häuser, 26 Einwohner[4]
- 1900: 3 Häuser, 22 Einwohner[5]
- 1910: 3 Häuser, 23 Einwohner[6]
- 1923: 3 Häuser, 22 Einwohner[7]
- 1934: 24 Einwohner[8]
- 1961: 1 Haus, 17 Einwohner[9]
- 2001: 1 Gebäude (davon 1 mit Hauptwohnsitz) mit 1 Wohnung; 5 Einwohner und 0 Nebenwohnsitzfälle; 1 Haushalt; 0 Arbeitsstätten, 1 land- und forstwirtschaftlicher Betrieb[10]
- 2011: 2 Gebäude, 3 Einwohner, 2 Haushalte, 0 Arbeitsstätten[11]
- 2021: 2 Gebäude, 2 Einwohner, 2 Haushalte, 1 Arbeitsstätte[12]

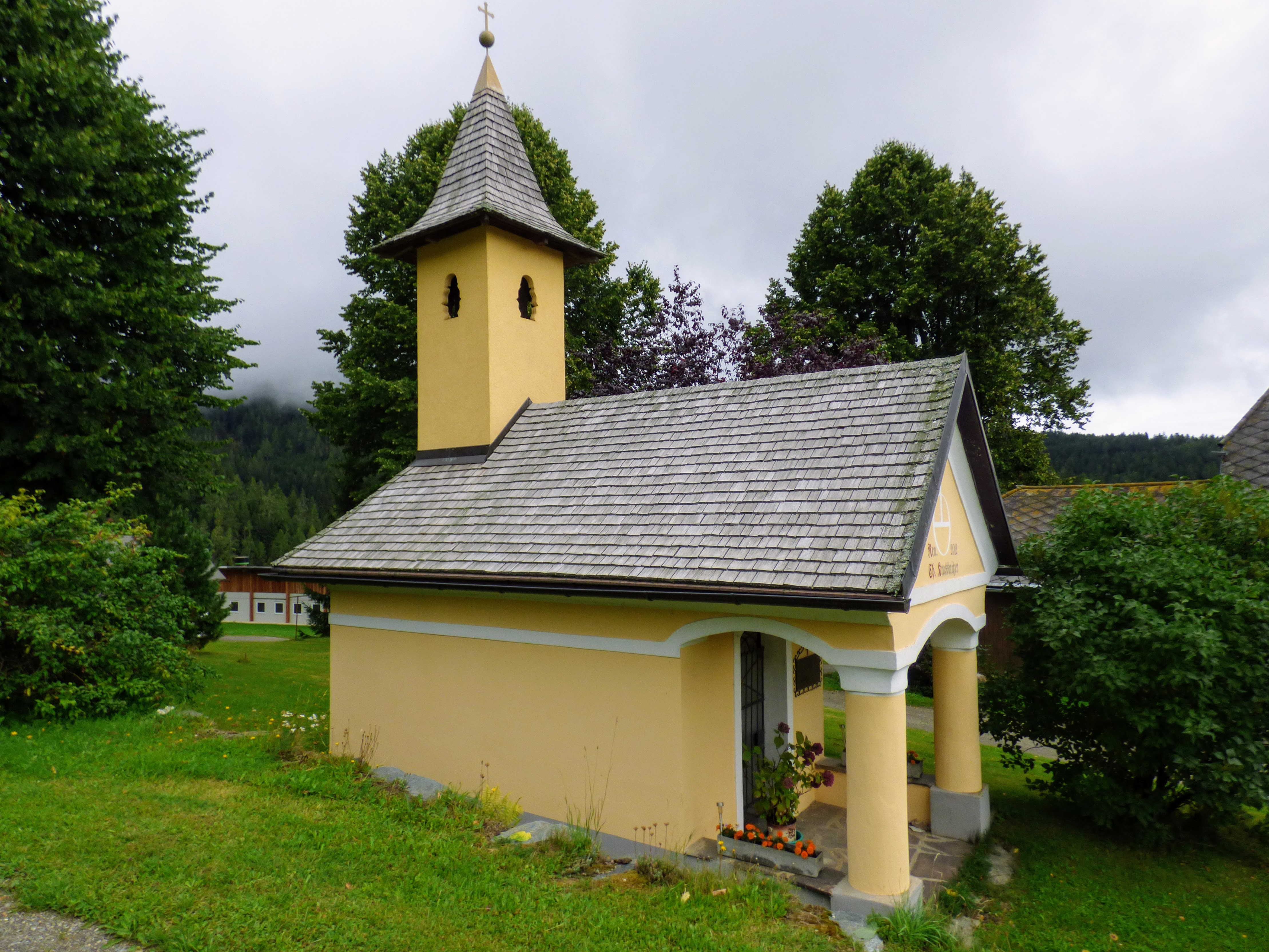
Hofkapelle Dielacher
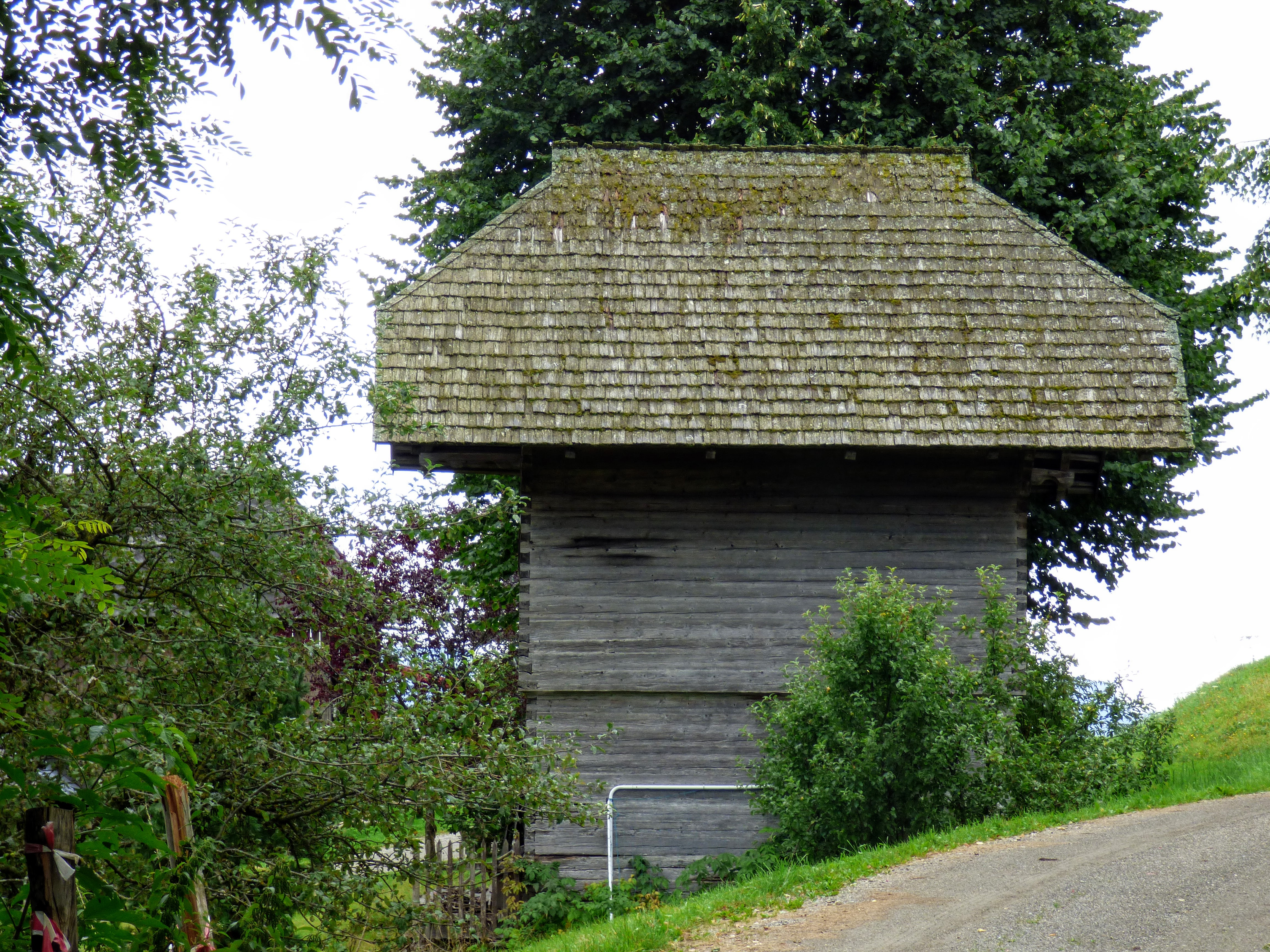
Getreidespeicher Dielacher